# Бедешть (Бирла, Арджеш)
Бедешть, Бедешті (рум. Bădești) — село у повіті Арджеш у Румунії. Входить до складу комуни Бирла.
Село розташоване на відстані 106 км на захід від Бухареста, 52 км на південь від Пітешть, 75 км на схід від Крайови.

## Населення
За даними перепису населення 2002 року у селі проживали 412 осіб, усі — румуни. Усі жителі села рідною мовою назвали румунську.